# Иван Фичев
Иван Иванов Фичев е български офицер (генерал-лейтенант), началник на Щаба на армията (1910 – 1914), военен министър (1914 – 1915), военен историк и академик.

## Биография
Иван Фичев е роден на 15 април 1860 г. в Търново, в заможно еснафско семейство. Баща му Иван е френк-терзия (майстор-шивач), и е най-възрастният внук на възрожденския самобитен архитект Колю Фичето. Има двама братя Коста и Георги.
Учи в родния си град, първоначално при известния тогава учител и изтъкнат педагог даскал Георги, след което продължава в подготвителния клас на даскал Петър, след това в класно училище, в което преподаватели са Цани Гинчев, Ангел Границки и др. След това Иван Фичев напуска Търново и продължава обучението си в Априловската гимназия в Габрово. Две години по-късно заминава за Цариград, където постъпва в Робърт колеж. Не завършва колежа, тъй като през март 1877 г. почива баща му и се налага да прекъсне образованието си и да се завърне в Търново.
По-късно същата година в България се формират новите 6 дружини от българското опълчение (т.н. Второ опълчение) и 17-годишният Иван Фичев постъпва като доброволец в 8-а опълченска дружина. Благодарение на доброто си обучение бива забелязан от руското командване, изтеглен от частта и назначен последователно за преводач на габровския окръжен управител, преводач на търновския губернатор и секретар на търновския окръжен началник, като на последната длъжност е до април 1880 г.
На 26 май 1880 г. постъпва като юнкер във Военното на Негово Княжеско Височество училище в София, на 30 август 1882 г. завършва (девети по успех от 62 випускници), произведен е в чин подпоручик и зачислен във Двадесета пеша варненска дружина. На 2 октомври се явява в частта си и е назначен за младши офицер в 3-та рота, а през 1883 г. е назначен за и.д. адютант на дружината. Подпоручик Фичев служи в дружината до август 1884 г., когато е изпратен на служба в Седемнадесета пеша търновска дружина.
На 15 април 1885 младият подпоручик Фичев встъпва в граждански брак с Поликсена Панайодова (известна по-късно като Сенка Фичева) – произхождаща от видно търновско семейство, сестра на министъра на правосъдието в 3 правителства Константин Панайодов), завършила образованието си в Загреб и след Освобождението учителствала в девическото училище в Свищов и в родното Търново. Почива на 8 март 1907 г.

### Сръбско-българска война (1885)
На 30 август 1885 г. Фичев е произведен в чин поручик. Няколко дена по-късно, поради обявяването на Съединението и изтеглянето на руските войски от България, Фичев е назначен за търновски воински началник, но веднага във връзка с избухналата Сръбско-българска война (1885) е командирован в Северния отряд, където поручик Фичев е назначен за командир на 2-ра рота от 5-а запасна дружина на Пети пехотен дунавски полк, с който участва в защитата на Видинската крепост (12 – 16 ноември).
След сключването на мирния договор Фичев е върнат на предишната си служба като търновски воински началник, на която длъжност остава до 1 април 1886 г., когато е назначен за командир на рота от Девети пехотен пловдивски полк.
През същата година поручик Фичев е редактор на първия български военен вестник „Народна защита“, чийто първи брой излиза на 30 май 1886 в Търново. По време на преврата срещу княз Александър Батенберг, Фичев е командир на 3-та рота от 6-и пехотен търновски полк и като приближен на премиера Стефан Стамболов е част от групата, която посреща княз Батенберг след успешния контрапреврат. В Русе Стамболов представя поручик Фичев на княза и го аташира като негов адютант. В това си качество Фичев придружава княза от Русе до София. След това се завръща на служба в 6-и пехотен търновски полк.

### Между двете войни
При избухването на бунта на русофилите в Русе, за потушаването му от Търново е изпратена сборна рота под командването на поручик Фичев. След бързото възстановане на реда Фичев се завръща в частта си. На 1 април 1887 е произведен в чин капитан. На 1 март 1888 г. е командирован в София за преглеждане на преведените на български език руски устави, след което е назначен за член на комисията, натоварена с редактирането на уставите. По същото време Фичев работи по монографията си „Материали по Сръбско-българската война през 1885 година“.
През 1889 г. капитан Фичев е командирован във висшата италианска военна школа „Scuala di Guerra“, която завършва на 10 август 1891 година. След завръщането си в България е назначен за командир на рота в 6-и пехотен търновски полк, малко след това е преместен на служба в щаба на 1-ва пеша бригада, където изпълнява длъжността офицер от генералния щаб. През 1892 г. е произведен в чин майор, а година по-късно е назначен за преподавател по тактика в дивизионната учебна команда на Първа пехотна софийска дивизия. Същата година е назначен за началник на новообразуваното учебно бюро при Министерството на войната, създадено с цел съсредоточаване на просветната дейност на българската войска. На тази длъжност на капитан Фичев е поверена редакцията на списание „Военен журнал“, а самият той поставя началото на списание „Войнишка сбирка“, съдържащо общообразователни и военно-възпитателни разкази и повести.
През октомври 1894 г. майор Фичев е отстранен за два месеца от длъжност и от генералния щаб по политически причини, като е преведен в пехотата и назначен за командир на дружина от Седемнадесети пехотен доростолски полк. Като дружинен командир през 1896 г. издава справочна книга, която представлява наръчно помагало при практическата работа на офицерите в полеви условия. През 1897 г. е върнат в София и назначен за инспектор на класовете във Военното на Негово Княжеско Височество училище, където също така преподава военна история в училището и тактика на старшия офицерски курс. Към края на годината е назначен за член на комисията за преглеждане на строевите устави.
През 1898 завършва Военната академия в Торино, Италия, а след завръщането си, през 1899 е произведен в чин подполковник и назначен на служба в Оперативното отделение на армията, а през 1900 г. е привлечен в Генералния щаб. По-късно в продължение на една година подполковник Фичев командва Шести пехотен търновски полк, след което е началник на Оперативното отделение в щаба на войската, където служи цели 3 години. През 1903 г. е произведен в чин полковник и като такъв е началник-щаб на Първа пехотна софийска дивизия, на която служба е една година. На 9 януари 1905 г. полковник Иван Фичев е назначен за помощник на началник-щаба на армията, на която служба е до началото на 1907 г., когато е назначен за командир на Втора пехотна тракийска дивизия с щаб в Пловдив, на която служба е до 1910 г. След като през януари 1908 г. протестира пред княз Фердинанд, че е пропуснат в повишението в чин, на 15 октомври 1908 г. все пак е произведен в чин генерал-майор.
На 23 март 1910 е назначен за началник на генералния щаб на Българската армия, като съгласно Указ № 1 от 22 септември 1912 г. е назначен за началник-щаб на Действащата армия, която длъжност заема по време на двете Балкански войни. Неговият най-крупен принос като началник-щаб на армията е разработването на новия военно-оперативен план за война с Турция.

### Балкански войни (1912 – 1913)
През Балканската война (1912 – 1913) ръководи военните операции на Тракийския боен театър, белязали победоносното настъпление на българските армии до Чаталджанската укрепена линия, когато изпада в немилост и остава на заден план в ръководството на войната. В знак на протест на 13 май 1913 г. подава оставката си (макар фактически и неприета) от поста началник на Щаба на действащата армия.
Взима участие в конференцията в Букурещ и подписването на Букурещкия мирен договор.
След Междусъюзническата война той продължава да е началник на Щаба на армията. На 14 януари 1914 г. е повишен в чин генерал-лейтенант и назначен за началник на Трета военноинспекционна област със седалище в Русе. С указ № 5 на Министерския съвет от 14 септември 1914 г. е назначен за министър на войната, на който пост встъпва на следващия ден. През февруари 1915 г. при атентата в Градското казино в София загива дъщеря му Мара Фичева-Багарова. На 17 август 1915 г. по собствено желание и съгласно височайша заповед № 29 генерал Фичев преминава в запаса.
През 1921 година генерал Фичев приема предложението на земеделското правителство и е назначен за пълномощен министър на България в Румъния, на която длъжност работи до 1923 година. След завръщането си в България се отдава на историографска дейност.

### Научно-теоретична дейност
През 1888 г. капитан Иван Фичев обнародва първия си труд, посветен на Сръбско-българската война и участва в комисията по редактиране на армейските устави. От 1893 г., вече майор, е началник на учебното бюро при Военното министерство, преподавател по тактика във Военното училище и редактор на „Военен журнал“. С многообразната си теоретична и публицистична дейност той е признат за дописен член на Българското книжовно дружество (1898) и редовен член на БАН (1909). През 1914 г. ген. Фичев открива Военната академия, негова отдавнашна мечта.
Генерал-лейтенант Иван Фичев умира на 18 ноември 1931 г. в София.

## Образование
- Военно на Негово Княжеско Височество училище (25 май 1880 – 30 август 1882)
- Висша италианска военна школа („Scuola di guerra“) (1889 – 10 август 1891)
- Торинска военна академия (до 1898)

## Военни звания
- Юнкер (26 май 1880)
- Подпоручик (30 август 1882)
- Поручик (30 август 1885)
- Капитан (1 април 1887)
- Майор (1892)
- Подполковник (1899)
- Полковник (1903)
- Генерал-майор (15 октомври 1908)
- Генерал-лейтенант (1914)

## Заемани длъжности
- Младши офицер във Варненска № 20 пеша дружина (30 август 1882 – 1883)
- Изпълняващ длъжността адютант на Варненска № 20 пеша дружина (1883 – август 1884)
- Служи в Търновска №17 пеша дружина (август 1884 – 1885)
- Търновски воински началник (1885)
- Командир на 2-ра рота от 5-а запасна дружина на 5-и пехотен дунавски полк (1885)
- Търновски воински началник (до 1 април 1886)
- Командир на рота от 9-и пехотен пловдивски полк (от 1 април 1886)
- Командир на 3-та рота от 6-и пехотен търновски полк (1886)
- Командир на рота от 6-и пехотен търновски полк (10 август 1891 – ?)
- Първа бригада (офицер от ГЩ)
- Преподавател по тактика в дивизионната учебна команда на 1-ва пехотна софийска дивизия (1893)
- Началник на учебното бюро при Министерството на войната (1893 – октомври 1894)
- Дружинен командир в 17-и пехотен доростолски полк (октомври 1894 – началото 1897)
- Инспектор на класовете във Военното училище (началото на 1897 – януари 1899)
- Служи в Оперативното отделение в ЩВ (януари 1899 – 1900)
- Генерален щаб (от 1900)
- Командир на 6-и пехотен търновски полк
- Началник на Оперативното отделение в Щаба на войската (3 години, вероятно 1901 – 1903)
- Началник-щаб на 1-ва пехотна софийска дивизия (1 година, вероятно 1904 – 1905)
- Помощник на началник-щаба (2 години, вероятно 1905 – 1907)
- Командващ на 2-ра пехотна тракийска дивизия (началото на 1907 – март 1910)
- Началник-щаб на войската (март 1910 – 1 януари 1914)
- Началник на 3-та военно-инспекционна област (1914 – 1 септември 1914)
- Министър на войната (1 септември 1914 – 17 август 1915)

## Награди
- Орден „За заслуга“ (1886)
- Орден „За храброст“ II степен
- Орден „Св. Александър“ II степен без мечове, III степен и V степен
- Орден „За военна заслуга“ I и III степен на обикновена лента
- Орден „Стара планина“ I степен с мечове, посмъртно[16]
- Сребърен медал „За наука и изкуство“
- Френски орден „Почетен легион“ IV степен
- Италиански орден „Корона“ III степен
- Румънски орден „Звезда“ III степен
- Персийски орден „Лъв и слънце“ II степен